# Flabellinopsis iodinea
Flabellinopsis iodinea (лат.) — вид брюхоногих моллюсков из семейства Flabellinopsidae отряда голожаберных, единственный в роде Flabellinopsis. Обитает у тихоокеанского побережья Северной Америки.

## Описание
Моллюск выделяется своей яркой окраской: тело фиолетового цвета, цераты оранжевые, а ринофоры, при помощи которых моллюск воспринимает сексуальных партнёров и добычу, алые. Как и другие моллюски накапливает в своих цератах на спине клептокниды, неразорвавшиеся стрекательные капсулы съеденных морских анемонов и гидроидных. Кроме того, Flabellina iodinea дышит при помощи церат. Яркие цвета образуются благодаря пигменту каротиноидов астаксантину, который производит в трёх модификациях три цвета и происходит от щупалец съеденных гидроидных полипов Eudendrium ramosum. Яркая окраска служит предупреждением потенциальным хищникам о том, что моллюски или ядовиты, или неприятны.
При опасности моллюск способен, энергично изгибая своё тело, оттолкнуться от грунта и уплыть в толщу воды.
Гермафродиты, но самооплодотворение происходит очень редко. Чаще моллюски спариваются.

## Распространение
Flabellinopsis iodinea обитает у тихоокеанского побережья Северной Америки между Британской Колумбией (Канада) и Пунта Асунсьон (Южная Нижняя Калифорния, Мексика). Кроме того, вид встречается в Калифорнийском заливе и у Галапагосских островов. Вид был обнаружен у берегов острова Санта-Каталина (Калифорния).